# Lucas Perri
Lucas Estella Perri (Valinhos, 10 de dezembro de 1997) é um futebolista brasileiro que atua como goleiro. Atualmente joga pelo Leeds United.

## Carreira

### Antecedentes
Nascido em Valinhos, no estado de São Paulo, Lucas Perri começou a jogar futebol com 4 anos nos clubes da sua cidade. Até que foi aprovado em um teste na Ponte Preta no ano de 2010, ficou por lá por três anos e oito meses, até ir para o São Paulo no ano de 2013.

### São Paulo
Chegou a ser promovido para o elenco profissional em 2015, mas não atuou em nenhuma partida. Lucas Perri foi um dos destaques principais nas categorias de base do São Paulo, chegando a ser campeão do Campeonato Brasileiro de Aspirantes de 2018. Mas mesmo assim, não teve chances no time principal, chegando a ser a terceira opção para a sua posição.

### Crystal Palace
No dia de 24 de janeiro de 2019, o clube inglês Crystal Palace anunciou a contratação de Perri, por um contrato de empréstimo de seis meses com opção de compra fixada por 80% dos direitos econômicos. No entanto, o goleiro não conseguiu atuar em alguma partida pelo clube londrino.

### Retorno ao São Paulo
No dia 17 de junho de 2019, o Crystal Palace não exerceu a opção de compra no seu contrato de empréstimo ao clube e Lucas Perri retornou ao São Paulo. Fez sua estreia profissional no dia 8 de dezembro, entrando como titular em uma vitória fora de casa sobre o CSA por 2–1, pelo Campeonato Brasileiro. O jogador, portanto, nunca recebeu grandes chances no elenco principal, tendo atuado em apenas nove partidas e sendo uma das opções na reserva ao titular Tiago Volpi.

### Náutico
Sem espaço no São Paulo, o Náutico anunciou a contratação de Lucas Perri no dia 22 de dezembro de 2021, com o arqueiro assinando por empréstimo até o final da Série B de 2022. Realizou sua estreia pelo clube no dia 22 de janeiro de 2022, começando como titular em uma vitória em casa por 3–0 sobre o Íbis, na estreia do Campeonato Pernambucano.
Perri foi considerado um dos heróis da conquista do título estadual. Após o empate no placar agregado entre Náutico e Retrô, ele pegou duas cobranças de pênaltis na decisão e garantiu a conquista ao clube alvirrubro. Sendo um dos principais jogadores do time, o goleiro atuou em 44 partidas durante sua passagem pelo Timbu.

### Botafogo

#### 2022
No dia 17 de agosto, o Botafogo anunciou a contratação de Lucas Perri, assinando um contrato até o final de 2025. A ideia do Botafogo era ter um goleiro jovem que pudesse ser uma opção a Gatito Fernández. Fez sua estreia pelo clube no dia 28 de setembro, entrando como titular em uma vitória fora de casa por 1–0 sobre o Goiás, pelo Campeonato Brasileiro.
Ainda no final de 2022, em uma partida fora de casa contra o Atlético Mineiro onde o clube venceu por 2–0, Lucas Perri teve que entrar em campo após Gatito se lesionar na partida.

#### 2023
Com a lesão de Gatito Fernández, Lucas Perri se estabeleceu na titularidade da equipe do Botafogo durante a temporada de 2023. Fez sua estreia na temporada no dia 19 de janeiro, começando como titular em uma vitória fora de casa por 2–1 sobre o Volta Redonda, pelo Campeonato Carioca. Logo tornou-se um dos protagonistas do time comandado por Luís Castro, até mesmo na campanha do Campeonato Brasileiro, onde se destacou em diversas partidas.
Em sua passagem pelo Alvinegro, Lucas Perri chegou como reserva, mas se firmou como titular em 2023, onde disputou 67 jogos, sofreu 58 gols e não sofreu gols em 31 oportunidades, além de ser convocado pra Seleção Brasileira.

### Lyon
Em 5 de janeiro de 2024, Lucas Perri assinou oficialmente um contrato com o Lyon até junho de 2028. O valor da transferência foi de € 3.250.000.Ele estreou-se contra o Lille em 7 de fevereiro de 2024, nas oitavas de final da Copa da França, onde sua equipe venceu por 2 a 1.
Em 27 de fevereiro de 2024, Lucas Perri defendeu seu primeiro  pênalti  pelo Lyon em jogo das quartas de finais da Copa da França. Após um empate sem gols no tempo normal, ele pegou a cobrança de Thomas Delaine que deu a vitória por  4 a 3 nos pênaltis para o Lyon sobre Strasbourg.
Em abril de 2024, Lucas Perri esteve no centro de uma briga entre São Paulo e Botafogo. Isso porque o clube paulista manifestou o desejo de acionar o Glorioso na Fifa por entender que a venda do goleiro para o Lyon, clube do mesmo dono do Botafogo, foi subvalorizada.
Perri foi negociado com o Lyon — clube também de John Textor, dono da SAF Botafogo — por 10 milhões de euros (R$ 54 milhões).
Pela negociação, o São Paulo tem direito a 18,3% do total, isto é, cerca de R$ 9,8 milhões. O São Paulo também vai acionar o clube carioca na justiça pelo não pagamento do valor referente à porcentagem citada.  
Em julho de 2025, Lucas Perri chegou a um acordo para deixar o Lyon e assinar contrato com o Leeds, do Reino Unido. Segundo a imprensa francesa, a negociação total foi de aproximadamente € 15 milhões (R$ 97,5 milhões na cotação do dia), incluindo os bônus.

## Seleção Brasileira

### Sub-20
No dia 27 de novembro de 2014, Lucas Perri foi convocado para a Seleção Brasileira Sub-20, ao lado dos companheiros de São Paulo, Auro e Gabriel Boschilia, para o Campeonato Sul-Americano Sub-20 de 2015. Em 2016, foi convocado para o Quadrangular de Seleções, realizado no Chile, onde a sua equipe foi campeã. Realizou sua estreia pela Seleção no dia 14 de outubro, sendo titular em uma vitória por 2–1 sobre o Uruguai.
Foi convocado mais uma vez para a Seleção Brasileira Sub-20 no dia 7 de dezembro de 2016, dessa vez para o Campeonato Sul-Americano de 2017, onde atuou em quatro partidas.

### Sub-23
Em 15 de maio de 2019, Perri foi convocado para a Seleção Brasileira Sub-23 na disputa do Torneio Internacional de Toulon de 2019. Fez sua estreia na categoria Sub-23 no dia 5 de junho, começando como titular em uma vitória por 4–0 sobre a França.

### Principal
No dia 30 de agosto de 2023, após a lesão do goleiro Bento, Lucas Perri foi convocado por Fernando Diniz como substituto na disputa das Eliminatórias da Copa do Mundo FIFA de 2026, sendo chamado para os jogos contra a Bolívia e o Peru.

## Defesas de pênalti
Em 44 partidas pelo Náutico, Lucas Perri defendeu seis pênaltis. Em 67 partidas pelo Botafogo, o goleiro defendeu duas cobranças.
Lista de pênaltis defendidos pelo Náutico
| N.º | Data                | Competição                      | Placar | Adversário     | Cobrador       | Situação             | Ref.   |
| --- | ------------------- | ------------------------------- | ------ | -------------- | -------------- | -------------------- | ------ |
| 1   | 23 de março de 2022 | Copa do Nordeste                | 1–1    | Botafogo-PB    | Bruno Ré       | Disputa por pênaltis | [ 70 ] |
| 2   | 26 de março de 2022 | Copa do Nordeste                | 0–2    | Fortaleza      | Matheus Vargas | Tempo normal         | [ 71 ] |
| 3   | 30 de abril de 2022 | Campeonato Pernambucano         | 1–0    | Retrô          | Charles        | Disputa por pênaltis | [ 72 ] |
| 4   | 30 de abril de 2022 | Campeonato Pernambucano         | 1–0    | Retrô          | Pedro Costa    | Disputa por pênaltis | [ 72 ] |
| 5   | 26 de maio de 2022  | Campeonato Brasileiro - Série B | 0–0    | Ituano         | Rafael Elias   | Tempo normal         | [ 73 ] |
| 6   | 10 de junho de 2022 | Campeonato Brasileiro - Série B | 0–2    | Sampaio Corrêa | Gabriel Poveda | Tempo normal         | [ 74 ] |

Lista de pênaltis defendidos pelo Botafogo
| N.º | Data                  | Competição         | Placar | Adversário     | Cobrador      | Situação     | Ref.   |
| --- | --------------------- | ------------------ | ------ | -------------- | ------------- | ------------ | ------ |
| 1   | 3 de dezembro de 2022 | Amistoso           | 0–0    | Crystal Palace | Wilfried Zaha | Tempo normal | [ 75 ] |
| 2   | 29 de janeiro de 2023 | Campeonato Carioca | 1–0    | Fluminense     | Calegari      | Tempo normal | [ 76 ] |

Lista de pênaltis defendidos pelo Lyon
| N.º | Data                    | Competição     | Placar | Adversário       | Cobrador        | Situação             | Ref.   |
| --- | ----------------------- | -------------- | ------ | ---------------- | --------------- | -------------------- | ------ |
| 1   | 27 de fevereiro de 2024 | Copa da França | 0–0    | Strasbourg       | Thomas Delaine  | Disputa por pênaltis | [ 77 ] |
| 2   | 15 de janeiro de 2025   | Copa da França | 2–2    | Bourgoin-Jallieu | Mehdi Moujetzky | Disputa por pênaltis | [ 78 ] |

## Títulos
São Paulo
- Campeonato Paulista: 2021[carece de fontes?]

Náutico
- Campeonato Pernambucano: 2022[carece de fontes?]

Botafogo
- Taça Rio: 2023[carece de fontes?]

Seleção Brasileira Sub-23
- Torneio Internacional de Toulon: 2019[carece de fontes?]

### Prêmios individuais
- Seleção do Cartola: 2023[79]